# ヤマグルマ科
|  | アムボレラ目 スイレン目 アウストロバイレヤ目 センリョウ目 カネラ目 コショウ目 クスノキ目 モクレン目 ショウブ目 オモダカ目 ヤマノイモ目 タコノキ目 ユリ目 キジカクシ目 ダシポゴン科 ヤシ目 イネ目 ツユクサ目 ショウガ目 マツモ目 キンポウゲ目 アワブキ科 ヤマモガシ目 ツゲ目 ヤマグルマ目 グンネラ目 ハマビシ目 ニシキギ目 キントラノオ目 カタバミ目 マメ目 バラ目 ウリ目 ブナ目 フウロソウ目 フトモモ目 クロッソソマ目 ムクロジ目 フエルテア目 アブラナ目 アオイ目 ブドウ目 ユキノシタ目 ビワモドキ科 ベルベリドプシス目 ビャクダン目 ナデシコ目 ミズキ目 ツツジ目 ガリア目 リンドウ目 シソ目 ナス目 モチノキ目 セリ目 キク目 マツムシソウ目 |

ヤマグルマ科 (ヤマグルマか、Trochodendraceae) は被子植物の科のひとつで、日本ではヤマグルマ Trochodendron aralioides のみを含む。
分類体系によりヤマグルマの1属1種からなるとするか、スイセイジュ Tetracentron sinense を含めた2属2種からなるとする。

## 形態・分布
東アジアの特産で、ヤマグルマは日本と台湾、スイセイジュは中国南部とネパールに産する。多心皮であること、被子植物でありながら、道管ではなく仮道管をもつことから、形態的には原始的なものと見なされる。

## 分類
- APG植物分類体系 - APG IIまでは真正双子葉類の直下に目に所属させずおかれており、スイセイジュ科も分離されていた。APG IIIではスイセイジュ科を本科に含め、単型のヤマグルマ目 Trochodendralesに所属させている。
- クロンキスト体系 - ヤマグルマのみの単型科で、スイセイジュ科とともにヤマグルマ目を構成する。ヤマグルマ目はマンサク亜綱に置かれる。
- 新エングラー体系 - スイセイジュ科とともに単型科として、モクレン目に入れる。ヤマグルマ目は立てられていない。